# Estación de Pravia
Pravia es una estación de ferrocarril situada en el municipio español homónimo en el Principado de Asturias. Forma parte de la red de vía estrecha operada por Renfe Operadora a través su división comercial Renfe Cercanías AM. Está integrada dentro del núcleo de Cercanías Asturias como parte de las líneas C-4 entre Cudillero y Gijón y C-7 entre Oviedo y San Esteban de Pravia (antiguas líneas F-4 y F-7, respectivamente). Cuenta también con servicios regionales. 

## Situación ferroviaria
Por su situación en la red de vía estrecha se encuentra en un importante nudo ferroviario formado por dos líneas. La que une Ferrol con Gijón, pk. 269,29 y la que históricamente unía Oviedo con Fuso de la Reina para luego abrir dos ramales, uno hacia el norte, que pasaba por Pravia y llegaba a San Esteban de Pravia y otro hacia el sur que pasaba por Ujo para llegar a Collanzo. Según este último trazado, el punto kilométrico usado era el 46,93. Aunque ese trazado sigue existiendo en gran medida, ha sufrido alguna reordenación que hacen que Feve se refiera a esa línea bajo la atípica denominación de línea San Esteban-Pravia-Trubia-Oviedo-Trubia-Collanzo, otorgándole dos puntos kilométrico, el 269,29 y el 00,00.

## Historia

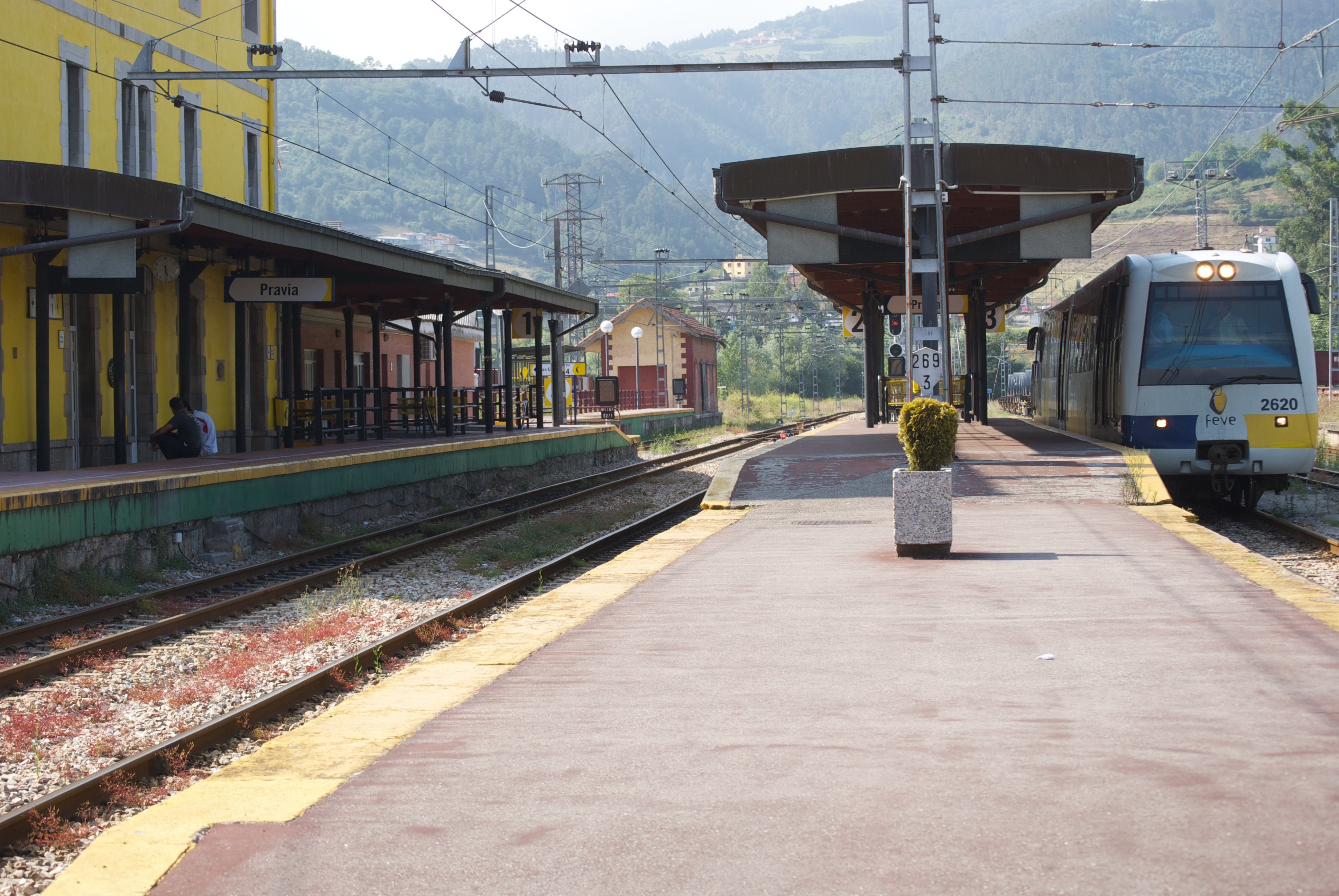
Vista de la estación desde el andén central.

La llegada del ferrocarril a Pravia viene, como en muchos otros casos en la zona, unida a un ferrocarril minero que tenía su origen en el coto carbonífero del Turón, situado en el concejo de Mieres. La necesidad no era otra que transportar el mineral hacia puertos o zonas industrializadas. Más exactamente desde Ujo (aunque posteriormente se alcanzaría también Collanza) hasta Oviedo y Trubia y desde ahí, buscando una salida marítima por San Esteban de Pravia. Si bien las primeras noticias de creación del ferrocarril se remontan a 1893 no fue hasta el año 1899 que se constituyó la Sociedad General de Ferrocarriles Vasco Asturiana, con capitales vascos y asturianos, con el fin de sacar adelante el proyecto. En 1901 se concretaron las diferentes concesiones y posteriormente pudieron empezar las obras. El 2 de agosto de 1904 se concluyó el tramo de Oviedo-San Estaban de Pravia dando lugar a la estación de Pravia. El resto de los diferentes trazados se abrieron en 1908 mientras que la prolongación a Collanzo (que en realidad no era más que un primer paso hacia un intento que resultó fallido para enlazar con el Ferrocarril de la Robla) no llegó hasta 1935.
Años más tarde, el 11 de septiembre de 1956, un nuevo trazado se unió al ya existente. La nueva línea construida por el Estado, entre Ferrol y Gijón, cerró en esa fecha su primer tramo conectando Pravia con Avilés. Este tramo generó interés en la Compañía del Ferrocarril de Carreño que explotaba un trazado de vía estrecha entre Gijón y Avilés y que tenía un interés evidente en estos nuevos kilómetros de vía férrea. Por ello el Estado acordó conceder la explotación del tramo a dicha compañía. La situación se mantuvo hasta 1968, momento en el cual el gobierno recuperó la explotación. 
El 10 de abril de 1972, la empresa estatal FEVE, que ya tenía el control de la línea anterior (salvo entre Avilés y Gijón, algo que sucedería en 1974) hizo lo propio con la Vasco Asturiana. En 2013 la explotación fue atribuida a Renfe Operadora y las instalaciones a Adif.

## La estación
Está ubicada al noreste del núcleo urbano, muy cerca del río Nalón. El edificio para viajeros es una amplia construcción de base rectangular y tres pisos de altura al que se anexa una estructura de planta baja usada como baño público y otra zona usada como cantina. El edificio luce un aspecto sobrio con vanos generalmente adintelados, aunque algunos muestran arcos rebajados. Fiel a la decoración históricamente usada por Feve, la estación está pintada de amarillo. Cuenta con un andén lateral y otro central al que acceden cuatro vías pasantes y otra muerta. Más vías completan las instalaciones que disponen también de muelles, zonas de carga y talleres.

## Servicios ferroviarios

### Regionales
Los trenes regionales que unen Ferrol y Asturias tienen parada en la estación. Según el destino puede ser necesario un transbordo en la estación de Pravia.
| Línea | Origen/Destino | Paradas intermedias | Destino/Origen |
| ----- | -------------- | --- | -------------- |
|       | Ferrol         | San Xoán · Virxe do Mar · Santa Cecilia · Alto del Castaño · Piñeiros · Ponto · Jubia · Ferrerías · Sedes · Pedroso · San Saturnino · Lamas · Apalla · Moeche · Labacengos · Entrambasrías · Cerdido · Cuqueira · Santa María de Mera · Ponte de Mera · San Claudio · Senra · Ortigueira · Espasante · Loiba · Barquero · Vicedo · Mosende · Folgueiro · Covas · Vivero · Vivero-Apeadero · Juances · Jove-Pueblo · Jove · Lago · Bidueiros · San Ciprián · Madeiro · Burela · Cangas de Foz · Nois · Fazouro · Marzán · Foz · Barreiros · Reinante · Esteiro · Os Castros · Rinlo · Ribadeo · Vegadeo-Pueblo · Vilavedelle · Castropol · Las Campas · Tol · Tapia de Casariego · La Caridad · Cartavio · Loza · Medal · Navia · Piñera-Villaoril · Villapedre · Otur · Luarca · Barcia · Canero · San Cristóbal · Cadavedo · Tablizo · Ballota · Santa Marina · Novellana · Valdredo · Soto de Luiña · San Cosme · San Martín de Luiña · La Magdalena · Villademar · Cudillero · El Pito-Piñera · Muros de Nalón · Los Cabos · Santianes · Pravia · Beifar · San Román · Aces · Sandiche · Grado · Peñaflor de Grado · Vega de Anzo · Santa María de Grado · Trubia · Soto Udrión · San Pedro · San Claudio · Las Mazas · Las Campas · Argañosa · Vallobín | Oviedo         |

### Cercanías
Forma parte de las líneas C-4 y C-7 de Cercanías Asturias. La primera, que une Gijón con Cudillero tiene una frecuencia de paso elevada con unos veinte trenes diarios en ambos sentidos entre semana. La frecuencia disminuye durante los fines de semana y festivos. Por su parte, la línea C-7 entre Oviedo y San Esteban de Pravia muestra una cadencia similar aunque ligeramente inferior. Como en el caso anterior, el tráfico de fines de semana, se reduce prácticamente a la mitad.
| procedencia/destino | < estación | Línea | estación > | destino/procedencia   |
| ------------------- | ---------- | ----- | ---------- | --------------------- |
| Gijón               | Peñaullán  |       | Santianes  | Cudillero             |
| Oviedo              | Beifar     |       | San Ranón  | San Esteban de Pravia |